# 32105 Plesko
32105 Plesko è un asteroide della fascia principale. Scoperto nel 2000, presenta un'orbita caratterizzata da un semiasse maggiore pari a 2,396753 UA e da un'eccentricità di 0,100505, inclinata di 5,459981° rispetto all'eclittica. Ha un diametro di 2,752 km.